# Petit gran home
Petit gran home (títol original en anglès: Little Big Man) és una pel·lícula estatunidenca dirigida per Arthur Penn i estrenada l'any 1970. Ha estat doblada al català.

## Argument
Jack Crabbe, un blanc que va créixer a la tribu els xeiene, va ser retornat per l'exèrcit a la civilització blanca i va acabar per tornar amb els indis. S'estructura en funció d'un únic i llarguíssim salt enrere amb veu en off que, d'entrada, planteja, tant per a l'interlocutor del protagonista, com per a l'espectador, una tesi dubtosa: la història d'un home que diu que té 121 anys i ser l'únic supervivent blanc de la batalla de Little Big Horn. A partir d'aquí i de l'assassinat de la seva família a mans d'una tribu índia, assistirem a l'adopció, educació i assimilació d'un nen blanc a la cultura xeiene i al conflicte que aquest fet li ocasionarà, impedint integrar-se en la societat blanca.

## Repartiment
- Dustin Hoffman: Jack Crabb
- Faye Dunaway: Mme Louise Pendrake
- Dan George: Old Lodge Skins
- Martin Balsam: M. Merriweather
- Richard Mulligan: General Custer
- Jeff Corey: Wild Bill Hickock
- Amy Eccles: Sunshine
- Cal Bellini: Younger Bear
- Robert Little Star: Little Horse
- Ruben Moreno: Shadow That Comes in Sight
- Kelly Jean Peters: Olga Crabb
- Thayer David: el reverend Pendrake
- Carole Androsky: Caroline Crabb
- William Hickey: l'historiador de l'entrevista
- Norman Nathan: Pawnee
- Ray Dimas: Jack (infant)
- Alan Howard: Jack (adolescent)

## Premis[calcitació]
- Dan George va ser seleccionat per l'Oscar el 1971[3] i als Globus d'Or en la categoria de millor actor de repartiment, sense aconseguir-los.
- En els Premis BAFTA, John Hammond va estar nominat a la millor música i Dustin Hoffman al millor actor.